# Liste des records en Formule 1
Cet article présente la liste des principaux records établis dans le championnat du monde des pilotes de Formule 1, créé en 1950.
 : présent en 2025

## Records pilotes

### Participations et départs en Grand Prix

#### Plus grand nombre de participations et départs[2]
Il convient d'établir la différence entre les participations en Grand Prix et les départs en Grand Prix : est considéré comme ayant participé au Grand Prix, un pilote qui a au moins participé à une des séances d'essais comptant pour l'événement, en ayant l'intention de participer à la course. Cela exclut les pilotes essayeurs du vendredi, mais inclut les pilotes qui ne sont pas parvenus à se qualifier ou qui ont déclaré forfait avant le départ.
Sont considérés comme partants, uniquement les pilotes qui ont pris place sur la grille de départ définitive. Cela exclut les pilotes non qualifiés, ceux contraints à l'abandon lors du tour de chauffe ainsi que les pilotes qui ont pris part au premier départ d'une course mais pas au deuxième lorsque la course a été stoppée et relancée pour sa distance totale.
Mise à jour après le Grand Prix automobile de Hongrie 2025
| #  | Pilote             | Nationalité | Engagements | Départs | Période d'activité                   |
| 1  | Fernando Alonso    | Espagne     | 417         | 415     | 2001 puis 2003-2018 puis depuis 2021 |
| 2  | Lewis Hamilton     | Royaume-Uni | 370         | 370     | depuis 2007                          |
| 3  | Kimi Räikkönen     | Finlande    | 353         | 350     | 2001-2009 puis 2012-2021             |
| 4  | Rubens Barrichello | Brésil      | 326         | 323     | 1993-2011                            |
| 5  | Michael Schumacher | Allemagne   | 308         | 307     | 1991-2006 puis 2010-2012             |
| 6  | Jenson Button      | Royaume-Uni | 311         | 306     | 2000-2017                            |
| 7  | Sebastian Vettel   | Allemagne   | 308         | 299     | 2007-2022                            |
| 8  | Sergio Pérez       | Mexique     | 285         | 281     | 2011-2024                            |
| 9  | Felipe Massa       | Brésil      | 272         | 269     | 2002 puis 2004-2017                  |
| 10 | Daniel Ricciardo   | Australie   | 266         | 257     | 2011-2024                            |

Rubens Barrichello compte 3 ou 4 départs de moins que de participations selon les sources. Il n'a pu participer à la séance de qualification pour le Grand Prix de Saint-Marin 1994 à la suite de son grave accident lors des essais libres du vendredi et a abandonné avant le départ du Grand Prix d'Espagne 2002 ainsi qu'avant celui du Grand Prix de France 2002. Reste le cas du Grand Prix de Belgique 1998 ; impliqué dans le carambolage du premier départ, il n'a pas pris part au deuxième, le seul officiellement retenu dans les statistiques et doit donc être considéré comme « non partant ». Néanmoins, certaines sources le créditent quand même de son premier départ.

#### Plus jeunes pilotes à prendre un départ en Grand Prix[3]
Mise à jour après le Grand Prix automobile d'Australie 2025
| #  | Pilote                | Nationalité      | Âge                         | Course                                       |
| 1  | Max Verstappen        | Pays-Bas         | 17 ans, 5 mois et 15 jours  | Grand Prix automobile d'Australie 2015       |
| 2  | Lance Stroll          | Canada           | 18 ans, 4 mois et 26 jours  | Grand Prix automobile d'Australie 2017       |
| 3  | Andrea Kimi Antonelli | Italie           | 18 ans, 6 mois et 19 jours  | Grand Prix automobile d'Australie 2025       |
| 4  | Oliver Bearman        | Royaume-Uni      | 18 ans, 10 mois et 1 jour   | Grand Prix automobile d'Arabie saoudite 2024 |
| 5  | Jaime Alguersuari     | Espagne          | 19 ans, 4 mois et 3 jours   | Grand Prix automobile de Hongrie 2009        |
| 6  | Lando Norris          | Royaume-Uni      | 19 ans, 4 mois et 4 jours   | Grand Prix automobile d'Australie 2019       |
| 7  | Mike Thackwell        | Nouvelle-Zélande | 19 ans, 5 mois et 29 jours  | Grand Prix automobile du Canada 1980         |
| 8  | Ricardo Rodríguez     | Mexique          | 19 ans, 6 mois et 27 jours  | Grand Prix automobile d'Italie 1961          |
| 9  | Fernando Alonso       | Espagne          | 19 ans, 7 mois et 4 jours   | Grand Prix automobile d'Australie 2001       |
| 10 | Esteban Tuero         | Argentine        | 19 ans, 10 mois et 14 jours | Grand Prix automobile d'Australie 1998       |

Le record de précocité établi par le pilote néerlandais  Max Verstappen au départ du Grand Prix d'Australie 2015 le 15 mars 2015 à 17 ans et 166 jours, ne sera sans doute jamais battu, dans la mesure où la FIA a décidé en décembre 2014 que désormais, un pilote devait avoir l'âge requis de 18 ans et disposer d'un permis de conduire pour participer à une course de Formule 1.
Avant que Jaime Alguersuari n'établisse son record depuis battu par Max Verstappen, de nombreuses sources citaient de manière erronée Mike Thackwell comme le plus jeune pilote à avoir pris un départ en Grand Prix. Il n'était en effet âgé que de 19 ans et 182 jours sur la grille de départ du Grand Prix automobile du Canada 1980. Mais le pilote néo-zélandais, impliqué dans le carambolage du premier départ, n'a pu prendre part au deuxième départ, le seul retenu par les statistiques. Il doit donc être considéré comme « forfait » et non comme « partant ». Thackwell pouvait être néanmoins considéré comme le plus jeune participant (voir plus haut la distinction entre participation et départ en GP) de l'histoire de la F1 jusqu'en 2009 à 19 ans et 154 jours, record établi quatre semaines plus tôt à l'occasion du GP des Pays-Bas (non qualifié).

#### Pilotes les plus âgés à prendre un départ en Grand Prix
Mise à jour après le Grand Prix automobile d'Abou Dabi 2021
| #  | Pilote             | Nationalité | Âge                        | Course                                 |
| 1  | Louis Chiron       | Monaco      | 55 ans, 9 mois et 19 jours | Grand Prix automobile de Monaco 1955   |
| 2  | Philippe Étancelin | France      | 55 ans, 6 mois et 8 jours  | Grand Prix automobile de France 1952   |
| 3  | Arthur Legat       | Belgique    | 54 ans, 7 mois et 20 jours | Grand Prix automobile de Belgique 1953 |
| 4  | Luigi Fagioli      | Italie      | 53 ans et 22 jours         | Grand Prix automobile de France 1951   |
| 5  | Adolf Brudes       | Allemagne   | 52 ans, 9 mois et 19 jours | Grand Prix automobile d'Allemagne 1952 |
| 6  | Hans Stuck         | Allemagne   | 52 ans, 8 mois et 17 jours | Grand Prix automobile d'Italie 1953    |
| 7  | Bill Aston         | Royaume-Uni | 52 ans, 4 mois et 5 jours  | Grand Prix automobile d'Allemagne 1952 |
| 8  | Clemente Biondetti | Italie      | 52 ans et 16 jours         | Grand Prix automobile d'Italie 1950    |
| 9  | Louis Rosier       | France      | 50 ans et 9 mois           | Grand Prix automobile d'Allemagne 1956 |
| 10 | Rudolf Schoeller   | Suisse      | 50 ans, 3 mois et 7 jours  | Grand Prix automobile d'Allemagne 1952 |

### Champion du monde

#### Nombre de titres[5]
Mise à jour après le Grand Prix automobile de Las Vegas 2024
| # | Pilote             | Nationalité | Titres | Saisons                            |
| 1 | Michael Schumacher | Allemagne   | 7      | 1994-1995-2000-2001-2002-2003-2004 |
| 1 | Lewis Hamilton     | Royaume-Uni | 7      | 2008-2014-2015-2017-2018-2019-2020 |
| 3 | Juan Manuel Fangio | Argentine   | 5      | 1951-1954-1955-1956-1957           |
| 4 | Alain Prost        | France      | 4      | 1985-1986-1989-1993                |
| 4 | Sebastian Vettel   | Allemagne   | 4      | 2010-2011-2012-2013                |
| 4 | Max Verstappen     | Pays-Bas    | 4      | 2021-2022-2023-2024                |
| 7 | Jack Brabham       | Australie   | 3      | 1959-1960-1966                     |
| 7 | Jackie Stewart     | Royaume-Uni | 3      | 1969-1971-1973                     |
| 7 | Niki Lauda         | Autriche    | 3      | 1975-1977-1984                     |
| 7 | Nelson Piquet      | Brésil      | 3      | 1981-1983-1987                     |
| 7 | Ayrton Senna       | Brésil      | 3      | 1988-1990-1991                     |

#### Plus jeunes champions du monde[6]
Mise à jour après le Grand Prix automobile d'Abou Dabi 2021
| #  | Pilote             | Nationalité | Âge                         | Saison |
| 1  | Sebastian Vettel   | Allemagne   | 23 ans, 4 mois et 11 jours  | 2010   |
| 2  | Lewis Hamilton     | Royaume-Uni | 23 ans, 9 mois et 26 jours  | 2008   |
| 3  | Fernando Alonso    | Espagne     | 24 ans, 1 mois et 27 jours  | 2005   |
| 4  | Max Verstappen     | Pays-Bas    | 24 ans, 2 mois et 12 jours  | 2021   |
| 5  | Emerson Fittipaldi | Brésil      | 25 ans, 8 mois et 29 jours  | 1972   |
| 6  | Michael Schumacher | Allemagne   | 25 ans, 10 mois et 10 jours | 1994   |
| 7  | Niki Lauda         | Autriche    | 26 ans, 6 mois et 16 jours  | 1975   |
| 8  | Jacques Villeneuve | Canada      | 26 ans, 6 mois et 17 jours  | 1997   |
| 9  | Jim Clark          | Royaume-Uni | 27 ans, 6 mois et 4 jours   | 1963   |
| 10 | Kimi Räikkönen     | Finlande    | 28 ans et 4 jours           | 2007   |

#### Champions du monde les plus âgés[6]
Mise à jour après le Grand Prix automobile de Turquie 2020
| #  | Pilote             | Nationalité | Âge                        | Saison |
| 1  | Juan Manuel Fangio | Argentine   | 46 ans, 1 mois et 11 jours | 1957   |
| 2  | Giuseppe Farina    | Italie      | 43 ans, 10 mois et 4 jours | 1950   |
| 3  | Jack Brabham       | Australie   | 40 ans, 5 mois et 2 jours  | 1966   |
| 4  | Graham Hill        | Royaume-Uni | 39 ans, 8 mois et 19 jours | 1968   |
| 5  | Nigel Mansell      | Royaume-Uni | 39 ans et 8 jours          | 1992   |
| 6  | Alain Prost        | France      | 38 ans, 7 mois et 2 jours  | 1993   |
| 7  | Mario Andretti     | États-Unis  | 38 ans, 6 mois et 13 jours | 1978   |
| 8  | Damon Hill         | Royaume-Uni | 36 ans et 26 jours         | 1996   |
| 9  | Lewis Hamilton     | Royaume-Uni | 35 ans, 10 mois et 8 jours | 2020   |
| 10 | Niki Lauda         | Autriche    | 35 ans, 7 mois et 29 jours | 1984   |

#### Nombre de titres par nationalité
Mise à jour après le Grand Prix automobile de Las Vegas 2024
| #  | Pays             | Titres | Nombre de pilotes | Dernier |
| 1  | Royaume-Uni      | 20     | 10                | 2020    |
| 2  | Allemagne        | 12     | 3                 | 2016    |
| 3  | Brésil           | 8      | 3                 | 1991    |
| 4  | Argentine        | 5      | 1                 | 1957    |
| 5  | Australie        | 4      | 2                 | 1980    |
| 5  | Autriche         | 4      | 2                 | 1984    |
| 5  | France           | 4      | 1                 | 1993    |
| 5  | Finlande         | 4      | 3                 | 2007    |
| 5  | Pays-Bas         | 4      | 1                 | 2024    |
| 10 | Italie           | 3      | 2                 | 1953    |
| 11 | États-Unis       | 2      | 2                 | 1978    |
| 11 | Espagne          | 2      | 1                 | 2006    |
| 13 | Nouvelle-Zélande | 1      | 1                 | 1967    |
| 13 | Afrique du Sud   | 1      | 1                 | 1979    |
| 13 | Canada           | 1      | 1                 | 1997    |

### Victoires

#### Record de victoires[7]
Cette liste qui dresse le bilan des records de victoires en Grand Prix met en valeur les dix premiers pilotes ; un classement par nombre de victoires ne dépend pas que de la qualité du pilote mais aussi du nombre de courses disputées par an. La croissance du nombre de Grands Prix disputés par an doit être rappelée. L'écart de performance entre les différents teams intervient aussi, la Formule 1 ayant connu plusieurs périodes de domination quasi-totale de la part d'une seule équipe.
Seuls trois pilotes ont remporté une victoire dès leur première course : Giuseppe Farina, le premier champion du monde, qui remporta, sur Alfa Romeo, le Grand Prix automobile de Grande-Bretagne 1950, premier Grand Prix de l'histoire de la Formule 1 sur le circuit de Silverstone, Johnnie Parsons, vainqueur des 500 miles d'Indianapolis 1950 et Giancarlo Baghetti, lors du Grand Prix de France 1961, disputé sur le circuit de Reims.
Mise à jour après le Grand Prix automobile de Hongrie 2025
|    | Pilote             | Nationalité | Victoires | Participations | %       |
| 1  | Lewis Hamilton     | Royaume-Uni | 105       | 370            | 28,38 % |
| 2  | Michael Schumacher | Allemagne   | 91        | 307            | 29,64 % |
| 3  | Max Verstappen     | Pays-Bas    | 65        | 223            | 29,15 % |
| 4  | Sebastian Vettel   | Allemagne   | 53        | 299            | 17,73 % |
| 5  | Alain Prost        | France      | 51        | 199            | 25,63 % |
| 6  | Ayrton Senna       | Brésil      | 41        | 161            | 25,47 % |
| 7  | Fernando Alonso    | Espagne     | 32        | 415            | 7,71 %  |
| 8  | Nigel Mansell      | Royaume-Uni | 31        | 187            | 16,58 % |
| 9  | Jackie Stewart     | Royaume-Uni | 27        | 99             | 27,27 % |
| 10 | Jim Clark          | Royaume-Uni | 25        | 72             | 34,72 % |

#### Plus jeunes vainqueurs[8]
Mise à jour après le Grand Prix automobile de Hongrie 2024
| #  | Pilote           | Nationalité      | Âge                         | Course                                    |
| 1  | Max Verstappen   | Pays-Bas         | 18 ans, 7 mois et 15 jours  | Grand Prix automobile d'Espagne 2016      |
| 2  | Sebastian Vettel | Allemagne        | 21 ans, 2 mois et 11 jours  | Grand Prix automobile d'Italie 2008       |
| 3  | Charles Leclerc  | Monaco           | 21 ans, 10 mois et 16 jours | Grand Prix automobile de Belgique 2019    |
| 4  | Fernando Alonso  | Espagne          | 22 ans et 26 jours          | Grand Prix automobile de Hongrie 2003     |
| 5  | Troy Ruttman     | États-Unis       | 22 ans, 2 mois et 19 jours  | 500 miles d'Indianapolis 1952             |
| 6  | Bruce McLaren    | Nouvelle-Zélande | 22 ans, 3 mois et 12 jours  | Grand Prix automobile des États-Unis 1959 |
| 7  | Lewis Hamilton   | Royaume-Uni      | 22 ans, 5 mois et 3 jours   | Grand Prix automobile du Canada 2007      |
| 8  | Oscar Piastri    | Australie        | 23 ans, 3 mois et 15 jours  | Grand Prix automobile de Hongrie 2024     |
| 9  | Kimi Räikkönen   | Finlande         | 23 ans, 5 mois et 6 jours   | Grand Prix automobile de Malaisie 2003    |
| 10 | Robert Kubica    | Pologne          | 23 ans, 6 mois et 1 jour    | Grand Prix automobile du Canada 2008      |

#### Vainqueurs les plus âgés
Mise à jour après le Grand Prix automobile d'Abou Dabi 2022
| #  | Pilote              | Nationalité | Âge                         | Course                                        |
| 1  | Luigi Fagioli       | Italie      | 53 ans et 22 jours          | Grand Prix automobile de France 1951          |
| 2  | Giuseppe Farina     | Italie      | 46 ans, 9 mois et 3 jours   | Grand Prix automobile d'Allemagne 1953        |
| 3  | Juan Manuel Fangio  | Argentine   | 46 ans, 1 mois et 11 jours  | Grand Prix automobile d'Allemagne 1957        |
| 4  | Piero Taruffi       | Italie      | 45 ans, 7 mois et 6 jours   | Grand Prix automobile de Suisse 1952          |
| 5  | Jack Brabham        | Australie   | 43 ans, 11 mois et 5 jours  | Grand Prix automobile d'Afrique du Sud 1970   |
| 6  | Sam Hanks           | États-Unis  | 42 ans, 10 mois et 17 jours | 500 miles d'Indianapolis 1957                 |
| 7  | Nigel Mansell       | Royaume-Uni | 41 ans, 3 mois et 5 jours   | Grand Prix automobile d'Australie 1994        |
| 8  | Maurice Trintignant | France      | 40 ans, 6 mois et 18 jours  | Grand Prix automobile de Monaco 1958          |
| 9  | Graham Hill         | Royaume-Uni | 40 ans, 3 mois et 3 jours   | Grand Prix automobile de Monaco 1969          |
| 10 | Clay Regazzoni      | Suisse      | 39 ans, 10 mois et 9 jours  | Grand Prix automobile de Grande-Bretagne 1979 |

#### Plus grand nombre de participations sans victoire[9]
Mise à jour après le Grand Prix automobile de Hongrie 2025
| #  | Pilote             | Nationalité | Participations |
| 1  | Nico Hülkenberg    | Allemagne   | 241            |
| 2  | Andrea De Cesaris  | Italie      | 208            |
| 3  | Kevin Magnussen    | Danemark    | 185            |
| 4  | Nick Heidfeld      | Allemagne   | 183            |
| 5  | Romain Grosjean    | France      | 179            |
| 6  | Lance Stroll       | Canada      | 179            |
| 7  | Martin Brundle     | Royaume-Uni | 158            |
| 8  | Derek Warwick      | Royaume-Uni | 146            |
| 9  | Jean-Pierre Jarier | France      | 134            |
| 10 | Eddie Cheever      | États-Unis  | 132            |

### Pole positions

#### Record de pole positions[10]
Mise à jour après le Grand Prix automobile de Hongrie 2025
| #  | Pilote             | Nationalité | Pole positions | Participations | %       |
| 1  | Lewis Hamilton     | Royaume-Uni | 104            | 370            | 28,11 % |
| 2  | Michael Schumacher | Allemagne   | 68             | 307            | 22,15 % |
| 3  | Ayrton Senna       | Brésil      | 65             | 162            | 40,37 % |
| 4  | Sebastian Vettel   | Allemagne   | 57             | 299            | 19,06 % |
| 5  | Max Verstappen     | Pays-Bas    | 44             | 223            | 19,73 % |
| 6  | Jim Clark          | Royaume-Uni | 33             | 73             | 45,83 % |
| 7  | Alain Prost        | France      | 33             | 199            | 16,58 % |
| 8  | Nigel Mansell      | Royaume-Uni | 32             | 191            | 17,11 % |
| 9  | Nico Rosberg       | Allemagne   | 30             | 205            | 14,56 % |
| 10 | Juan Manuel Fangio | Argentine   | 29             | 51             | 56,86 % |

#### Pilotes les plus jeunes ayant obtenu la pole position[11]
Mise à jour après le Grand Prix automobile d'Abou Dabi 2021
| #  | Pilote             | Nationalité | Âge                         | Course                                          |
| 1  | Sebastian Vettel   | Allemagne   | 21 ans, 2 mois et 11 jours  | Grand Prix automobile d'Italie 2008             |
| 2  | Charles Leclerc    | Monaco      | 21 ans, 5 mois et 15 jours  | Grand Prix automobile de Bahreïn 2019           |
| 3  | Fernando Alonso    | Espagne     | 21 ans, 7 mois et 23 jours  | Grand Prix automobile de Malaisie 2003          |
| 4  | Max Verstappen     | Pays-Bas    | 21 ans, 10 mois et 5 jours  | Grand Prix automobile de Hongrie 2019           |
| 5  | Lando Norris       | Royaume-Uni | 21 ans, 10 mois et 13 jours | Grand Prix automobile de Russie 2021            |
| 6  | Lance Stroll       | Canada      | 22 ans et 17 jours          | Grand Prix automobile de Turquie 2020           |
| 7  | Rubens Barrichello | Brésil      | 22 ans, 3 mois et 5 jours   | Grand Prix automobile de Belgique 1994          |
| 8  | Lewis Hamilton     | Royaume-Uni | 22 ans, 5 mois et 3 jours   | Grand Prix automobile du Canada 2007            |
| 9  | Andrea De Cesaris  | Italie      | 22 ans, 10 mois et 4 jours  | Grand Prix automobile des États-Unis Ouest 1982 |
| 10 | Nico Hülkenberg    | Allemagne   | 23 ans, 2 mois et 19 jours  | Grand Prix automobile du Brésil 2010            |

#### Pilotes les plus âgés ayant obtenu la pole position
Mise à jour après le Grand Prix automobile d'Abou Dabi 2021
| #  | Pilote             | Nationalité | Âge                         | Course                                        |
| 1  | Giuseppe Farina    | Italie      | 47 ans, 2 mois et 18 jours  | Grand Prix automobile d'Argentine 1954        |
| 2  | Juan Manuel Fangio | Argentine   | 46 ans, 6 mois et 26 jours  | Grand Prix automobile d'Argentine 1958        |
| 3  | Jack Brabham       | Australie   | 44 ans et 17 jours          | Grand Prix automobile d'Espagne 1970          |
| 4  | Mario Andretti     | États-Unis  | 42 ans, 6 mois et 15 jours  | Grand Prix automobile d'Italie 1982           |
| 5  | Nigel Mansell      | Royaume-Uni | 41 ans, 3 mois et 5 jours   | Grand Prix automobile d'Australie 1994        |
| 6  | Carlos Reutemann   | Argentine   | 39 ans, 6 mois et 5 jours   | Grand Prix automobile de Las Vegas 1981       |
| 7  | Graham Hill        | Royaume-Uni | 39 ans, 5 mois et 5 jours   | Grand Prix automobile de Grande-Bretagne 1968 |
| 8  | Kimi Räikkönen     | Finlande    | 38 ans, 10 mois et 16 jours | Grand Prix automobile d'Italie 2018           |
| 9  | Fred Agabashian    | États-Unis  | 38 ans, 9 mois et 9 jours   | 500 miles d'Indianapolis 1952                 |
| 10 | Alain Prost        | France      | 38 ans et 8 mois            | Grand Prix automobile du Japon 1993           |

### Meilleurs tours

#### Records de vitesse
Le record de vitesse absolu d'une Formule 1 est de 413,205 km/h,,,. Ce record non officiel a été établi le 4 novembre 2005 par le pilote sud africain Alan van der Merwe au volant d'une BAR Honda sur une piste de l'aéroport de Mojave (Californie) longue de 3 050 mètres, lors de la préparation pour le record officiel. Le record officiel (FIA), de 397,481 km/h (moyenne établie sur la distance d'un kilomètre, aller et retour), a été établi le 21 juillet 2006 sur le lac salé de Bonneville Salt Flats par le même pilote, sur une Honda F1,.
Le Colombien Juan Pablo Montoya détient le record de vitesse sur circuit au volant d'une Formule 1 à 372,6 km/h. Ce record enregistré par son équipe, McLaren-Mercedes, s'est déroulé lors d'essais privés le 25 août 2005 sur la piste de Monza, en Italie.
Le record officiel dans le cadre d'un Grand Prix est détenu par le Finlandais Kimi Räikkönen, lors du Grand Prix automobile d'Italie 2005 ; à 370,1 km/h, il bat le record détenu par Antônio Pizzonia depuis l'année précédente (369,6 km/h avec une Williams FW26 à Monza, en 2004),,.
Valtteri Bottas a atteint 378,0 km/h au volant d'une Williams-Mercedes le 19 juin 2016 pendant les qualifications du Grand Prix d'Europe sur le circuit de Bakou en Azerbaïdjan, mais ce record n'a pas été mesuré officiellement par la FIA.
Concernant les pole positions, Lewis Hamilton détient le record de la plus rapide, établi à Monza le 5 septembre 2020, à 264,363 km/h au volant d'une Mercedes-AMG F1 W11 EQ Performance,.

#### Plus grand nombre de meilleurs tours[22]
Mise à jour après le Grand Prix automobile de Hongrie 2025
| #  | Pilote             | Nationalité | Meilleurs tours | Nombre de départs | %       |
| 1  | Michael Schumacher | Allemagne   | 77              | 307               | 25,08 % |
| 2  | Lewis Hamilton     | Royaume-Uni | 67              | 370               | 18,11 % |
| 3  | Kimi Räikkönen     | Finlande    | 46              | 350               | 13,13 % |
| 4  | Alain Prost        | France      | 41              | 199               | 20,60 % |
| 5  | Sebastian Vettel   | Allemagne   | 38              | 299               | 12,71 % |
| 6  | Max Verstappen     | Pays-Bas    | 34              | 223               | 15,25 % |
| 7  | Nigel Mansell      | Royaume-Uni | 30              | 187               | 16,04 % |
| 8  | Jim Clark          | Royaume-Uni | 28              | 72                | 38,89 % |
| 9  | Fernando Alonso    | Espagne     | 26              | 415               | 6,27 %  |
| 10 | Mika Häkkinen      | Finlande    | 25              | 165               | 15,53 % |

#### Pilotes les plus jeunes ayant réalisé un meilleur tour[23]
Mise à jour après le Grand Prix automobile du Japon 2025
| #  | Pilote                | Nationalité      | Âge                         | Course                                        |
| 1  | Andrea Kimi Antonelli | Italie           | 18 ans, 7 mois et 12 jours  | Grand Prix automobile du Japon 2025           |
| 2  | Max Verstappen        | Pays-Bas         | 19 ans, 1 mois et 14 jours  | Grand Prix automobile du Brésil 2016          |
| 3  | Lando Norris          | Royaume-Uni      | 20 ans, 7 mois et 23 jours  | Grand Prix automobile d'Autriche 2020         |
| 4  | Nico Rosberg          | Allemagne        | 20 ans, 8 mois et 13 jours  | Grand Prix automobile de Bahreïn 2006         |
| 5  | Charles Leclerc       | Monaco           | 21 ans, 5 mois et 15 jours  | Grand Prix automobile de Bahreïn 2019         |
| 6  | Esteban Gutiérrez     | Mexique          | 21 ans, 9 mois et 7 jours   | Grand Prix automobile d'Espagne 2013          |
| 7  | Fernando Alonso       | Espagne          | 21 ans, 10 mois et 17 jours | Grand Prix automobile du Canada 2003          |
| 8  | Bruce McLaren         | Nouvelle-Zélande | 21 ans, 10 mois et 18 jours | Grand Prix automobile de Grande-Bretagne 1959 |
| 9  | Sebastian Vettel      | Allemagne        | 21 ans, 11 mois et 18 jours | Grand Prix automobile de Grande-Bretagne 2009 |
| 10 | Daniil Kvyat          | Russie           | 22 ans et 19 jours          | Grand Prix automobile d'Espagne 2016          |

#### Pilotes les plus âgés ayant réalisé un meilleur tour
Mise à jour après le Grand Prix automobile de Chine 2024
| #  | Pilote              | Nationalité | Âge                         | Course                                        |
| 1  | Juan Manuel Fangio  | Argentine   | 46 ans, 6 mois et 26 jours  | Grand Prix automobile d'Argentine 1958        |
| 2  | Piero Taruffi       | Italie      | 45 ans, 7 mois et 6 jours   | Grand Prix automobile de Suisse 1952          |
| 3  | Giuseppe Farina     | Italie      | 44 ans, 10 mois et 17 jours | Grand Prix automobile d'Italie 1951           |
| 4  | Jack Brabham        | Australie   | 44 ans, 3 mois et 16 jours  | Grand Prix automobile de Grande-Bretagne 1970 |
| 5  | Luigi Villoresi     | Italie      | 44 ans et 22 jours          | Grand Prix automobile des Pays-Bas 1953       |
| 6  | Karl Kling          | Allemagne   | 43 ans, 10 mois et 16 jours | Grand Prix automobile d'Allemagne 1954        |
| 7  | Michael Schumacher  | Allemagne   | 43 ans, 6 mois et 19 jours  | Grand Prix automobile d'Allemagne 2012        |
| 8  | Fernando Alonso     | Espagne     | 42 ans, 11 mois et 1 jour   | Grand Prix automobile de Chine 2024           |
| 9  | Paul Russo          | États-Unis  | 42 ans, 1 mois et 20 jours  | 500 miles d'Indianapolis 1956                 |
| 10 | Maurice Trintignant | France      | 42 ans, 1 mois et 12 jours  | Grand Prix automobile des États-Unis 1959     |

### Hat-tricks

#### Plus grand nombre de hat-tricks[24]
Mise à jour après le Grand Prix automobile d'Abou Dabi 2024
| #  | Pilote             | Pays        | Courses | Hat Tricks |
| 1  | Michael Schumacher | Allemagne   | 307     | 22         |
| 2  | Lewis Hamilton     | Royaume-Uni | 369     | 19         |
| 3  | Max Verstappen     | Pays-Bas    | 222     | 13         |
| 4  | Jim Clark          | Royaume-Uni | 72      | 11         |
| 5  | Juan Manuel Fangio | Argentine   | 51      | 9          |
| 6  | Alain Prost        | France      | 199     | 8          |
| 6  | Sebastian Vettel   | Allemagne   | 299     | 8          |
| 8  | Alberto Ascari     | Italie      | 32      | 7          |
| 8  | Ayrton Senna       | Brésil      | 161     | 7          |
| 10 | Damon Hill         | Royaume-Uni | 119     | 5          |
| 10 | Mika Häkkinen      | Finlande    | 161     | 5          |
| 10 | Fernando Alonso    | Espagne     | 414     | 5          |
| 10 | Nigel Mansell      | Royaume-Uni | 189     | 5          |

### Podiums

#### Plus grand nombre de podiums[25]
Mise à jour après le Grand Prix automobile de Hongrie 2025
| #  | Pilote             | Nationalité | Podiums | Grands Prix | %       |
| 1  | Lewis Hamilton     | Royaume-Uni | 202     | 370         | 54,59 % |
| 2  | Michael Schumacher | Allemagne   | 155     | 307         | 50,49 % |
| 3  | Sebastian Vettel   | Allemagne   | 122     | 299         | 40,80 % |
| 4  | Max Verstappen     | Pays-Bas    | 117     | 223         | 52,47 % |
| 5  | Alain Prost        | France      | 106     | 199         | 53,27 % |
| 6  | Fernando Alonso    | Espagne     | 106     | 415         | 25,54 % |
| 7  | Kimi Räikkönen     | Finlande    | 103     | 350         | 29,43 % |
| 8  | Ayrton Senna       | Brésil      | 80      | 161         | 49,69 % |
| 9  | Rubens Barrichello | Brésil      | 68      | 323         | 21,05 % |
| 10 | Valtteri Bottas    | Finlande    | 67      | 246         | 27,24 % |

#### Plus jeunes pilotes à monter sur un podium
Mise à jour après le Grand Prix automobile du Canada 2025
| #  | Pilote                | Nationalité | Âge                        | Résultat | Course                                   |
| 1  | Max Verstappen        | Pays-Bas    | 18 ans, 7 mois et 15 jours | 1er      | Grand Prix automobile d'Espagne 2016     |
| 2  | Lance Stroll          | Canada      | 18 ans, 7 mois et 27 jours | 3e       | Grand Prix automobile d'Azerbaïdjan 2017 |
| 3  | Andrea Kimi Antonelli | Italie      | 18 ans, 9 mois et 21 jours | 3e       | Grand Prix automobile du Canada 2025     |
| 4  | Lando Norris          | Royaume-Uni | 20 ans, 7 mois et 22 jours | 3e       | Grand Prix automobile d'Autriche 2020    |
| 5  | Sebastian Vettel      | Allemagne   | 21 ans, 2 mois et 11 jours | 1er      | Grand Prix automobile d'Italie 2008      |
| 6  | Daniil Kvyat          | Russie      | 21 ans et 3 mois           | 2e       | Grand Prix automobile de Hongrie 2015    |
| 7  | Kevin Magnussen       | Danemark    | 21 ans, 5 mois et 11 jours | 2e       | Grand Prix automobile d'Australie 2014   |
| 8  | Charles Leclerc       | Monaco      | 21 ans, 5 mois et 15 jours | 3e       | Grand Prix automobile de Bahreïn 2019    |
| 9  | Fernando Alonso       | Espagne     | 21 ans, 7 mois et 23 jours | 3e       | Grand Prix automobile de Malaisie 2003   |
| 10 | Robert Kubica         | Pologne     | 21 ans, 9 mois et 23 jours | 3e       | Grand Prix automobile d'Italie 2006      |

#### Auteurs de podiums les plus âgés
Mise à jour après le Grand Prix automobile de Hongrie 2022
| #  | Pilote             | Nationalité | Âge                         | Résultat | Course                                        |
| 1  | Luigi Fagioli      | Italie      | 53 ans et 22 jours          | 1er      | Grand Prix automobile de France 1951          |
| 2  | Louis Chiron       | Monaco      | 50 ans, 9 mois et 18 jours  | 3e       | Grand Prix automobile de Monaco 1950          |
| 3  | Felice Bonetto     | Italie      | 49 ans, 11 mois et 29 jours | 3e       | Grand Prix automobile des Pays-Bas 1953       |
| 4  | Piero Taruffi      | Italie      | 48 ans, 10 mois et 30 jours | 2e       | Grand Prix automobile d'Italie 1955           |
| 5  | Giuseppe Farina    | Italie      | 48 ans, 7 mois et 6 jours   | 3e       | Grand Prix automobile de Belgique 1955        |
| 6  | Juan Manuel Fangio | Argentine   | 46 ans, 2 mois et 15 jours  | 2e       | Grand Prix automobile d'Italie 1957           |
| 7  | Karl Kling         | Allemagne   | 44 ans et 10 mois           | 3e       | Grand Prix automobile de Grande-Bretagne 1955 |
| 8  | Louis Rosier       | France      | 44 ans, 7 mois et 13 jours  | 3e       | Grand Prix automobile de Belgique 1950        |
| 9  | Luigi Villoresi    | Italie      | 44 ans, 3 mois et 28 jours  | 2e       | Grand Prix automobile d'Italie 1953           |
| 10 | Jack Brabham       | Australie   | 44 ans, 3 mois et 16 jours  | 2e       | Grand Prix automobile de Grande-Bretagne 1970 |

### Points

#### Plus grand nombre de points marqués en carrière[27]
Mise à jour après le Grand Prix automobile de Hongrie 2025
| #  | Pilote             | Nationalité | Points  | Grands Prix | Moyenne par Grand Prix |
| 1  | Lewis Hamilton     | Royaume-Uni | 4 971,5 | 370         | 13,44                  |
| 2  | Max Verstappen     | Pays-Bas    | 3 210,5 | 223         | 14,40                  |
| 3  | Sebastian Vettel   | Allemagne   | 3 098   | 299         | 10,36                  |
| 4  | Fernando Alonso    | Espagne     | 2 363   | 415         | 5,69                   |
| 5  | Kimi Räikkönen     | Finlande    | 1 873   | 350         | 5,35                   |
| 6  | Valtteri Bottas    | Finlande    | 1 797   | 245         | 7,33                   |
| 7  | Sergio Pérez       | Mexique     | 1 638   | 281         | 5,83                   |
| 8  | Nico Rosberg       | Allemagne   | 1 594.5 | 206         | 7,74                   |
| 9  | Charles Leclerc    | Monaco      | 1 581   | 161         | 9,82                   |
| 10 | Michael Schumacher | Allemagne   | 1 566   | 307         | 5,10                   |

#### Pilotes les plus jeunes à avoir inscrit un point[28]
Mise à jour après le Grand Prix automobile d'Australie 2025
| #  | Pilote                | Nationalité | Âge                         | Résultat | Course                                       |
| 1  | Max Verstappen        | Pays-Bas    | 17 ans, 5 mois et 29 jours  | 7e       | Grand Prix automobile de Malaisie 2015       |
| 2  | Andrea Kimi Antonelli | Italie      | 18 ans, 6 mois et 19 jours  | 4e       | Grand Prix automobile d'Australie 2025       |
| 3  | Lance Stroll          | Canada      | 18 ans, 7 mois et 13 jours  | 9e       | Grand Prix automobile du Canada 2017         |
| 4  | Oliver Bearman        | Royaume-Uni | 18 ans, 10 mois et 1 jour   | 7e       | Grand Prix automobile d'Arabie saoudite 2024 |
| 5  | Lando Norris          | Royaume-Uni | 19 ans, 4 mois et 18 jours  | 6e       | Grand Prix automobile de Bahreïn 2019        |
| 6  | Daniil Kvyat          | Russie      | 19 ans, 10 mois et 18 jours | 10e      | Grand Prix automobile d'Australie 2014       |
| 7  | Sebastian Vettel      | Allemagne   | 19 ans, 11 mois et 14 jours | 8e       | Grand Prix automobile des États-Unis 2007    |
| 8  | Jaime Alguersuari     | Espagne     | 20 ans et 12 jours          | 9e       | Grand Prix automobile de Malaisie 2010       |
| 9  | Jenson Button         | Royaume-Uni | 20 ans, 2 mois et 7 jours   | 6e       | Grand Prix automobile du Brésil 2000         |
| 10 | Ricardo Rodríguez     | Mexique     | 20 ans, 4 mois et 3 jours   | 4e       | Grand Prix automobile de Belgique 1962       |

#### Pilotes les plus âgés à avoir inscrit un point
Mise à jour après le Grand Prix automobile d'Abou Dabi 2021
| #  | Écurie                | Nationalité | Âge                         | Course                                 |
| 1  | Philippe Étancelin    | France      | 53 ans, 8 mois et 6 jours   | Grand Prix automobile d'Italie 1950    |
| 2  | Luigi Fagioli         | Italie      | 53 ans et 22 jours          | Grand Prix automobile de France 1951   |
| 3  | Louis Chiron          | Monaco      | 50 ans, 9 mois et 18 jours  | Grand Prix automobile de Monaco 1950   |
| 4  | Louis Rosier          | France      | 50 ans, 9 mois et 10 jours  | Grand Prix automobile d'Allemagne 1956 |
| 5  | Felice Bonetto        | Italie      | 50 ans, 2 mois et 14 jours  | Grand Prix automobile de Suisse 1953   |
| 6  | Piero Taruffi         | Italie      | 48 ans, 10 mois et 30 jours | Grand Prix automobile d'Italie 1955    |
| 7  | Giuseppe Farina       | Italie      | 48 ans, 7 mois et 6 jours   | Grand Prix automobile de Belgique 1955 |
| 8  | Chico Landi           | Brésil      | 48 ans, 6 mois et 8 jours   | Grand Prix automobile d'Argentine 1956 |
| 9  | Yves Giraud-Cabantous | France      | 47 ans, 8 mois et 9 jours   | Grand Prix automobile de Belgique 1951 |
| 10 | Luigi Villoresi       | Italie      | 47 ans et 18 jours          | Grand Prix automobile de Belgique 1956 |

### Abandons

#### Plus grands nombres d'abandons[29]
Mise à jour après le Grand Prix automobile d'Abou Dabi 2021
| #  | Pilote             | Nationalité | Départs | Abandons | %       |
| 1  | Andrea De Cesaris  | Italie      | 208     | 147      | 70,67 % |
| 2  | Riccardo Patrese   | Italie      | 256     | 147      | 57,42 % |
| 3  | Michele Alboreto   | Italie      | 194     | 102      | 52,58 % |
| 4  | Rubens Barrichello | Brésil      | 323     | 97       | 30,03 % |
| 5  | Gerhard Berger     | Autriche    | 210     | 95       | 45,24 % |
| 6  | Nigel Mansell      | Royaume-Uni | 187     | 92       | 49,20 % |
| 7  | Jarno Trulli       | Italie      | 250     | 92       | 36,51 % |
| 8  | Jacques Laffite    | France      | 176     | 87       | 49,43 % |
| 9  | Jean Alesi         | France      | 201     | 87       | 43,28 % |
| 10 | Nelson Piquet      | Brésil      | 204     | 86       | 42,16 % |

### Tours en tête

#### Plus grands nombres de tours en tête[30]
Mise à jour après le Grand Prix automobile de Hongrie 2025
| #  | Pilote             | Nationalité | Tours en tête |
| 1  | Lewis Hamilton     | Royaume-Uni | 5 488         |
| 2  | Michael Schumacher | Allemagne   | 5 111         |
| 3  | Max Verstappen     | Pays-Bas    | 3 606         |
| 4  | Sebastian Vettel   | Allemagne   | 3 501         |
| 5  | Ayrton Senna       | Brésil      | 2 931         |
| 6  | Alain Prost        | France      | 2 683         |
| 7  | Nigel Mansell      | Royaume-Uni | 2 091         |
| 8  | Jim Clark          | Royaume-Uni | 1 943         |
| 9  | Jackie Stewart     | Royaume-Uni | 1 919         |
| 10 | Fernando Alonso    | Espagne     | 1 773         |

#### Pilotes les plus jeunes à avoir mené une course[31]
Mise à jour après le Grand Prix automobile du Japon 2025
| #  | Pilote                | Nationalité | Âge                         | Course                                 |
| 1  | Andrea Kimi Antonelli | Italie      | 18 ans, 7 mois et 12 jours  | Grand Prix automobile du Japon 2025    |
| 2  | Max Verstappen        | Pays-Bas    | 18 ans, 7 mois et 15 jours  | Grand Prix automobile d'Espagne 2016   |
| 3  | Sebastian Vettel      | Allemagne   | 20 ans, 2 mois et 27 jours  | Grand Prix automobile du Japon 2007    |
| 4  | Charles Leclerc       | Monaco      | 21 ans, 5 mois et 15 jours  | Grand Prix automobile de Bahreïn 2019  |
| 5  | Sébastien Buemi       | Suisse      | 21 ans, 7 mois et 13 jours  | Grand Prix automobile du Canada 2010   |
| 6  | Fernando Alonso       | Espagne     | 21 ans, 7 mois et 23 jours  | Grand Prix automobile de Malaisie 2003 |
| 7  | Robert Kubica         | Pologne     | 21 ans, 9 mois et 3 jours   | Grand Prix automobile d'Italie 2006    |
| 8  | Esteban Gutiérrez     | Mexique     | 21 ans et 9 mois et 7 jours | Grand Prix automobile d'Espagne 2013   |
| 9  | Jimmy Davies          | États-Unis  | 21 ans, 9 mois et 12 jours  | 500 miles d'Indianapolis 1951          |
| 10 | Lando Norris          | Royaume-Uni | 21 ans, 9 mois et 30 jours  | Grand Prix automobile d'Italie 2021    |

#### Pilotes les plus âgés à avoir mené une course
Mise à jour après le Grand Prix automobile de Grande-Bretagne 1970
| #  | Pilote             | Nationalité | Âge                         | Course                                        |
| 1  | Luigi Fagioli      | Italie      | 52 ans et 9 jours           | Grand Prix automobile de Belgique 1950        |
| 2  | Felice Bonetto     | Italie      | 48 ans, 1 mois et 5 jours   | Grand Prix automobile de Grande-Bretagne 1951 |
| 3  | Giuseppe Farina    | Italie      | 47 ans, 7 mois et 21 jours  | Grand Prix automobile de Belgique 1954        |
| 4  | Juan Manuel Fangio | Argentine   | 46 ans, 6 mois et 26 jours  | Grand Prix automobile d'Argentine 1958        |
| 5  | Piero Taruffi      | Italie      | 45 ans, 7 mois et 6 jours   | Grand Prix automobile de Suisse 1952          |
| 6  | Jack Brabham       | Australie   | 44 ans, 3 mois et 16 jours  | Grand Prix automobile de Grande-Bretagne 1970 |
| 7  | Mauri Rose         | États-Unis  | 44 ans et 4 jours           | 500 miles d'Indianapolis 1950                 |
| 8  | Karl Kling         | Allemagne   | 43 ans, 11 mois et 20 jours | Grand Prix automobile d'Italie 1954           |
| 9  | Raymond Sommer     | France      | 43 ans, 9 mois et 18 jours  | Grand Prix automobile de Belgique 1950        |
| 10 | Paul Russo         | États-Unis  | 43 ans, 1 mois et 20 jours  | 500 miles d'Indianapolis 1957                 |

### Kilomètres parcourus[32]
Mise à jour après le Grand Prix automobile de Hongrie 2025
| #  | Pilote             | Nationalité | Kilomètres |
| 1  | Fernando Alonso    | Espagne     | 112 916    |
| 2  | Lewis Hamilton     | Royaume-Uni | 106 358    |
| 3  | Kimi Räikkönen     | Finlande    | 92 599     |
| 4  | Sebastian Vettel   | Allemagne   | 82 891     |
| 5  | Michael Schumacher | Allemagne   | 81 195     |
| 6  | Jenson Button      | Royaume-Uni | 80 835     |
| 7  | Rubens Barrichello | Brésil      | 80 591     |
| 8  | Sergio Pérez       | Mexique     | 78 600     |
| 9  | Felipe Massa       | Brésil      | 74 310     |
| 10 | Daniel Ricciardo   | Australie   | 71 417     |

## Records constructeurs

### Champions du monde

#### Plus grand nombre de titres mondiaux[33]
Mise à jour après le Grand Prix automobile d'Abou Dabi 2024
| #  | Écurie                | Nationalité        | Année du titre                                                                                                | Titres |
| 1  | Ferrari               | Italie             | 1961 - 1964 - 1975 - 1976 - 1977 - 1979 - 1982 - 1983 - 1999 - 2000 - 2001 - 2002 - 2003 - 2004 - 2007 - 2008 | 16     |
| 2  | Williams              | Royaume-Uni        | 1980 - 1981 - 1986 - 1987 - 1992 - 1993 - 1994 - 1996 - 1997                                                  | 9      |
| 2  | McLaren               | Royaume-Uni        | 1974 - 1984 - 1985 - 1988 - 1989 - 1990 - 1991 - 1998 - 2024                                                  | 9      |
| 4  | Mercedes              | Allemagne          | 2014 - 2015 - 2016 - 2017 - 2018 - 2019 - 2020 - 2021                                                         | 8      |
| 5  | Team Lotus            | Royaume-Uni        | 1963 - 1965 - 1968 - 1970 - 1972 - 1973 - 1978                                                                | 7      |
| 6  | Red Bull Racing       | Autriche           | 2010 - 2011 - 2012 - 2013 - 2022 - 2023                                                                       | 6      |
| 7  | Cooper                | Royaume-Uni        | 1959 - 1960                                                                                                   | 2      |
| 8  | Brabham               | Royaume-Uni        | 1966 - 1967                                                                                                   | 2      |
| 9  | Renault               | France             | 2005 - 2006                                                                                                   | 2      |
| 10 | Vanwall               | Royaume-Uni        | 1958 | 1      |
| 11 | British Racing Motors | Royaume-Uni        | 1962 | 1      |
| 12 | Matra Sports          | France             | 1969 | 1      |
| 13 | Tyrrell               | Royaume-Uni        | 1971 | 1      |
| 14 | Benetton              | Italie Royaume-Uni | 1995 | 1      |
| 15 | Brawn GP              | Royaume-Uni        | 2009 | 1      |

#### Nombre de titres par nationalité
Mise à jour après le Grand Prix automobile d'Abou Dabi 2024
| # | Pays        | Titres | Constructeurs | Dernier |
| 1 | Royaume-Uni | 34     | 10            | 2024    |
| 2 | Italie      | 16     | 1             | 2008    |
| 3 | Allemagne   | 8      | 1             | 2021    |
| 4 | Autriche    | 6      | 1             | 2023    |
| 5 | France      | 4      | 2             | 2006    |

### Grands Prix

#### Plus grand nombre de départs[34]
Mise à jour après le Grand Prix automobile de Hongrie 2025
| #  | Écurie   | Nationalité | Période                                 | Départs |
| 1  | Ferrari  | Italie      | depuis 1950                             | 1 112   |
| 2  | McLaren  | Royaume-Uni | depuis 1966                             | 984     |
| 3  | Williams | Royaume-Uni | depuis 1978                             | 865     |
| 4  | Lotus    | Royaume-Uni | 1958-1994                               | 606     |
| 5  | Tyrrell  | Royaume-Uni | 1970-1998                               | 430     |
| 6  | Red Bull | Autriche    | depuis 2005                             | 407     |
| 7  | Renault  | France      | 1977-1985 puis 2002-2011 puis 2016-2020 | 400     |
| 8  | Brabham  | Royaume-Uni | 1962-1992                               | 394     |
| 9  | Sauber   | Suisse      | 1993-2005 puis 2011-2018                | 373     |
| 10 | Minardi  | Italie      | 1985-2005                               | 340     |

### Victoires

#### Plus grand nombre de victoires[37]
Mise à jour après le Grand Prix automobile de Belgique 2025
| #  | Écurie          | Nationalité        | Départs | Victoires | %       |
| 1  | Ferrari         | Italie             | 1 112   | 248       | 22,30 % |
| 2  | McLaren         | Royaume-Uni        | 984     | 200       | 20,33 % |
| 3  | Mercedes        | Allemagne          | 331     | 130       | 39,27 % |
| 4  | Red Bull Racing | Autriche           | 407     | 124       | 30,47 % |
| 5  | Williams        | Royaume-Uni        | 864     | 114       | 13,18 % |
| 6  | Lotus           | Royaume-Uni        | 606     | 81        | 13,37 % |
| 7  | Brabham         | Royaume-Uni        | 394     | 35        | 8,88 %  |
| 8  | Renault         | France             | 400     | 35        | 8,75 %  |
| 9  | Benetton        | Italie Royaume-Uni | 260     | 27        | 10,38 % |
| 10 | Tyrrell         | Royaume-Uni        | 430     | 23        | 5,35 %  |

#### Plus grand nombre de victoires dans une saison[38]
Mise à jour après le Grand Prix automobile d'Abou Dabi 2023
| #  | Écurie   | Nationalité | Saison | Départs | Victoires | %       |
| 1  | Red Bull | Autriche    | 2023   | 22      | 21        | 95,45 % |
| 2  | Mercedes | Allemagne   | 2016   | 21      | 19        | 90,48 % |
| 3  | Red Bull | Autriche    | 2022   | 22      | 17        | 77,27 % |
| 4  | Mercedes | Allemagne   | 2014   | 19      | 16        | 84,21 % |
| 4  | Mercedes | Allemagne   | 2015   | 19      | 16        | 84,21 % |
| 6  | McLaren  | Royaume-Uni | 1988   | 16      | 15        | 93,75 % |
| 6  | Ferrari  | Italie      | 2002   | 17      | 15        | 88,23 % |
| 6  | Ferrari  | Italie      | 2004   | 18      | 15        | 83,33 % |
| 6  | Mercedes | Allemagne   | 2019   | 21      | 15        | 71,43 % |
| 10 | Mercedes | Allemagne   | 2020   | 17      | 13        | 76,47 % |
| 10 | Red Bull | Autriche    | 2013   | 19      | 13        | 68,42 % |

#### Plus grand nombre de départs sans victoire[39]
Mise à jour après le Grand Prix automobile de Hongrie 2025
| #  | Écurie           | Nationalité | Départs |
| 1  | Sauber           | Suisse      | 373     |
| 2  | Scuderia Minardi | Italie      | 340     |
| 3  | Arrows           | Royaume-Uni | 291     |
| 4  | Force India      | Inde        | 212     |
| 5  | Haas F1 Team     | États-Unis  | 204     |
| 6  | Lola Cars        | Royaume-Uni | 149     |
| 7  | Toyota F1 Team   | Japon       | 139     |
| 8  | Osella           | Italie      | 132     |
| 9  | Surtees          | Royaume-Uni | 118     |
| 10 | BAR              | Royaume-Uni | 117     |

### Pole positions

#### Plus grand nombre de pole positions[41]
Mise à jour après le Grand Prix automobile de Hongrie 2025
| #  | Écurie          | Nationalité        | Départs | Pole positions | %       |
| 1  | Ferrari         | Italie             | 1 112   | 254            | 22,84 % |
| 2  | McLaren         | Royaume-Uni        | 984     | 172            | 17,48 % |
| 3  | Mercedes        | Allemagne          | 331     | 142            | 42,90 % |
| 4  | Williams        | Royaume-Uni        | 865     | 128            | 14,80 % |
| 5  | Team Lotus      | Royaume-Uni        | 606     | 107            | 17,66 % |
| 6  | Red Bull Racing | Autriche           | 407     | 107            | 26,29 % |
| 7  | Renault         | France             | 400     | 51             | 12,75 % |
| 8  | Brabham         | Royaume-Uni        | 394     | 39             | 9,90 %  |
| 9  | Benetton        | Italie Royaume-Uni | 260     | 15             | 5,77 %  |
| 10 | Tyrrell         | Royaume-Uni        | 430     | 14             | 3,26 %  |

### Meilleurs tours

#### Plus grand nombre de meilleurs tours[42]
Mise à jour après le Grand Prix automobile de Hongrie 2025
| #  | Écurie          | Nationalité        | Départs | Meilleurs Tours |
| 1  | Ferrari         | Italie             | 1 112   | 263             |
| 2  | McLaren         | Royaume-Uni        | 984     | 181             |
| 3  | Williams        | Royaume-Uni        | 865     | 133             |
| 4  | Mercedes        | Allemagne          | 331     | 113             |
| 5  | Red Bull Racing | Autriche           | 407     | 100             |
| 6  | Team Lotus      | Royaume-Uni        | 606     | 76              |
| 7  | Brabham         | Royaume-Uni        | 394     | 41              |
| 8  | Benetton        | Italie Royaume-Uni | 260     | 36              |
| 9  | Renault         | France             | 400     | 33              |
| 10 | Tyrrell         | Royaume-Uni        | 430     | 20              |

### Podiums

#### Plus grand nombre de podiums[43]
Mise à jour après le Grand Prix automobile de Hongrie 2025
| #  | Écurie     | Nationalité        | Départs | Podiums |
| 1  | Ferrari    | Italie             | 1 112   | 834     |
| 2  | McLaren    | Royaume-Uni        | 984     | 548     |
| 3  | Williams   | Royaume-Uni        | 865     | 313     |
| 4  | Mercedes   | Allemagne          | 331     | 305     |
| 5  | Red Bull   | Autriche           | 407     | 287     |
| 6  | Team Lotus | Royaume-Uni        | 606     | 197     |
| 7  | Brabham    | Royaume-Uni        | 394     | 124     |
| 8  | Renault    | France             | 400     | 103     |
| 9  | Benetton   | Italie Royaume-Uni | 260     | 102     |
| 10 | Tyrrell    | Royaume-Uni        | 430     | 77      |

### Points

#### Plus grand nombre de points[45]
Mise à jour après le Grand Prix automobile de Hongrie 2025
| #  | Écurie      | Nationalité        | Départs | Points  |
| 1  | Ferrari     | Italie             | 1 112   | 10 584  |
| 2  | Red Bull    | Autriche           | 407     | 8 031   |
| 3  | Mercedes    | Allemagne          | 331     | 7 926,5 |
| 4  | McLaren     | Royaume-Uni        | 984     | 7 516,5 |
| 5  | Williams    | Royaume-Uni        | 865     | 3 707   |
| 6  | Team Lotus  | Royaume-Uni        | 606     | 2 074   |
| 7  | Renault     | France             | 400     | 1 777   |
| 8  | Force India | Inde               | 203     | 1 039   |
| 9  | Brabham     | Royaume-Uni        | 394     | 864     |
| 10 | Benetton    | Italie Royaume-Uni | 260     | 851,5   |